# N
 Тази статия е за латинската буква.  За химичния елемент вижте Азот.  
Съгласната буква N е четиринадесетата буква от латинската азбука. Среща се във всички езици, използващи латиницата и има звукова стойност /n/, небна носова съгласна /ɲ/ (меко н, подобно на това в думи като „няма“) или /ŋ/ заднонебна носова съгласна [нг]. На кирилица еквивалентът на буквата е н.